# Tammy Duckworth
Ladda Tammy Duckworth (Bangkok; 12 de marzo de 1968) es una política estadounidense y antigua Teniente Coronel del Ejército de Estados Unidos, actualmente sirviendo como senadora de los Estados Unidos por Illinois desde 2017. Miembro del Partido Demócrata, (2013-2017) en la Cámara de Representantes de los Estados Unidos . Antes de ser elegida para cargos electivos, sirvió como Subsecretaria de Asuntos Públicos e Intergubernamentales en el Departamento de Asuntos de Veteranos de los Estados Unidos (2009-2011) y fue Directora del Departamento de Asuntos de Veteranos de llinois (2006-2009). En las elecciones de 2016 Duckworth derrotó actual senador republicano Mark Kirk por el escaño en el Senado de los Estados Unidos .
Duckworth fue la primera mujer asiática elegida al Congreso de Illinois, la primera mujer con discapacidad que se eligió al Congreso y la primera miembro del Congreso nacida en Tailandia. Su padre, estadounidense, y su madre tailandesa-china trabajaban y vivían allí en ese momento. Duckworth es la segunda mujer asiática-americana que sirve en el Senado de los Estados Unidos después de Mazie Hirono y junto a Kamala Harris.